# Esko Nikkari
Esko Vilhelm Nikkari född 23 november 1938 i Lappo i Finland,  död 17  december 2006 i Seinäjoki, var en finländsk skådespelare. 
Under sin karriär medverkade han i över 70 filmer och ett flertal tv-serier. Nikkari avled vid Seinäjoki centralsjukhus (80 km från Vasa), 68 år gammal. Han hade tagits in på sjukhuset cirka tre veckor tidigare p.g.a. en sjukdomsattack. Dessutom insjuknade han den sista veckan i livet i lunginflammation.
Nikkari lämnade Vasa stadsteater som sjukpensionär 2002.

## Filmografi i urval
- 1989 – Vinterkriget
- 1998 – Sommaren vid älven